# هی لایفنگ
هی لایفنگ (انگلیسی: He Lifeng؛ زادهٔ فوریه ۱۹۵۵) سیاست‌مدار اهل چین است، که هم‌اکنون به‌عنوان رئیس کمیسیون توسعه و اصلاحات ملی چین فعالیت می‌کند.